# 紀元前523年
紀元前523年（きげんぜん523ねん）は、西暦（ローマ暦）による年。紀元前1世紀の共和政ローマ末期以降の古代ローマにおいては、ローマ建国紀元231年として知られていた。紀年法として西暦（キリスト紀元）がヨーロッパで広く普及した中世時代初期以降、この年は紀元前523年と表記されるのが一般的となった。

## 他の紀年法
- 干支 : 戊寅
- 日本
  - 皇紀138年
  - 安寧天皇26年
- 中国
  - 周 - 景王22年
  - 魯 - 昭公19年
  - 斉 - 景公25年
  - 晋 - 頃公3年
  - 秦 - 哀公14年
  - 楚 - 平王6年
  - 宋 - 元公9年
  - 衛 - 霊公12年
  - 陳 - 恵公11年
  - 蔡 - 平侯8年
  - 曹 - 悼公元年
  - 鄭 - 定公7年
  - 燕 - 平公元年
  - 呉 - 呉王僚4年
- 朝鮮
  - 檀紀1811年
- ベトナム :
- 仏滅紀元 : 22年
- ユダヤ暦 : 3238年 - 3239年

## できごと

### 中国
- 楚の沈尹赤が陰戎を下陰に移転させた。
- 宋が邾を攻撃し、蟲牢を包囲して占領した。
- 許の公子止が悼公を毒殺した。公子止は晋に亡命した。
- 斉の高発が軍を率いて莒を攻撃した。
- 楚の平王が水軍を動員して濮を攻撃した。平王は費無忌の進言に従って、城父に城壁を築き、太子建を城父に住まわせた。
- 楚が州来に城壁を築いた。
- 楚に抑留されていた呉の蹶由が帰国した。

## 死去
- 駟偃（子游） - 鄭の卿